# Joris Van Dael
Joris Van Dael (Antwerpen, 21 oktober 1956) is een Vlaams acteur.
Hij speelde gastrollen in Heterdaad (Luc Paulus en Noël), Wittekerke (Robert Cools), Recht op Recht (Senator De Roeck), Spoed (moordenaar), Thuis (Willy), Flikken (André in 1999, Marcel in 2006), Aspe (Carlos Minne in 2004, Paul Yperman in 2006), Witse (hoofdverpleger in 2004, Fik Thysmans in 2007, Ludo in 2010), Verschoten & Zoon (relatiebemiddelaar in 2003, meneer Vingerhoets in 2007), Kinderen van Dewindt (Wouter Stevens), F.C. De Kampioenen (postbode Frans in 2006, Veiligheidsagent in 2008), Familie (Dokter Willaert), Louislouise (Van Der Kelen), Rox (Jean-Jacques Ivoir in 2011) en in Vermist V (2014).